# Rondsporig plooirokje
Het  rondsporig plooirokje (Parasola galericuliformis) is een paddenstoel uit de familie Psathyrellaceae. Het leeft saprotroof op kale grond of grazige plaatsen.

## Kenmerken
De eivormige hoed heeft de neiging zich niet uit te spreiden en blijft min of meer gesloten. De ascosporen zijn van voren vrijwel rond en hebben een afgeronde basis .

## Verspreiding
In Nederland komt het rondsporig plooirokje zeer zeldzaam voor. Het is niet bedreigd en staat niet op de rode lijst.